# Cryphia hannemanni
Cryphia hannemanni är en fjärilsart som beskrevs av Charles Boursin 1961. Cryphia hannemanni ingår i släktet Cryphia och familjen nattflyn. Inga underarter finns listade i Catalogue of Life.